# Piero Pietrasanta
Piero Pietrasanta (Rivalta Bormida, 22 gennaio 1922 – ...) è stato un calciatore italiano, di ruolo difensore.

## Carriera
Giocò in Serie A con Alessandria e Bari.

## Palmarès

### Club

#### Competizioni nazionali
- Campionato italiano di Serie B: 1

Alessandria: 1945-1946